# Залещики
Зале́щики (укр. Заліщики) — город в Чортковском районе Тернопольской области Украины. Административный центр Залещицкой городской общины.

## Географическое положение

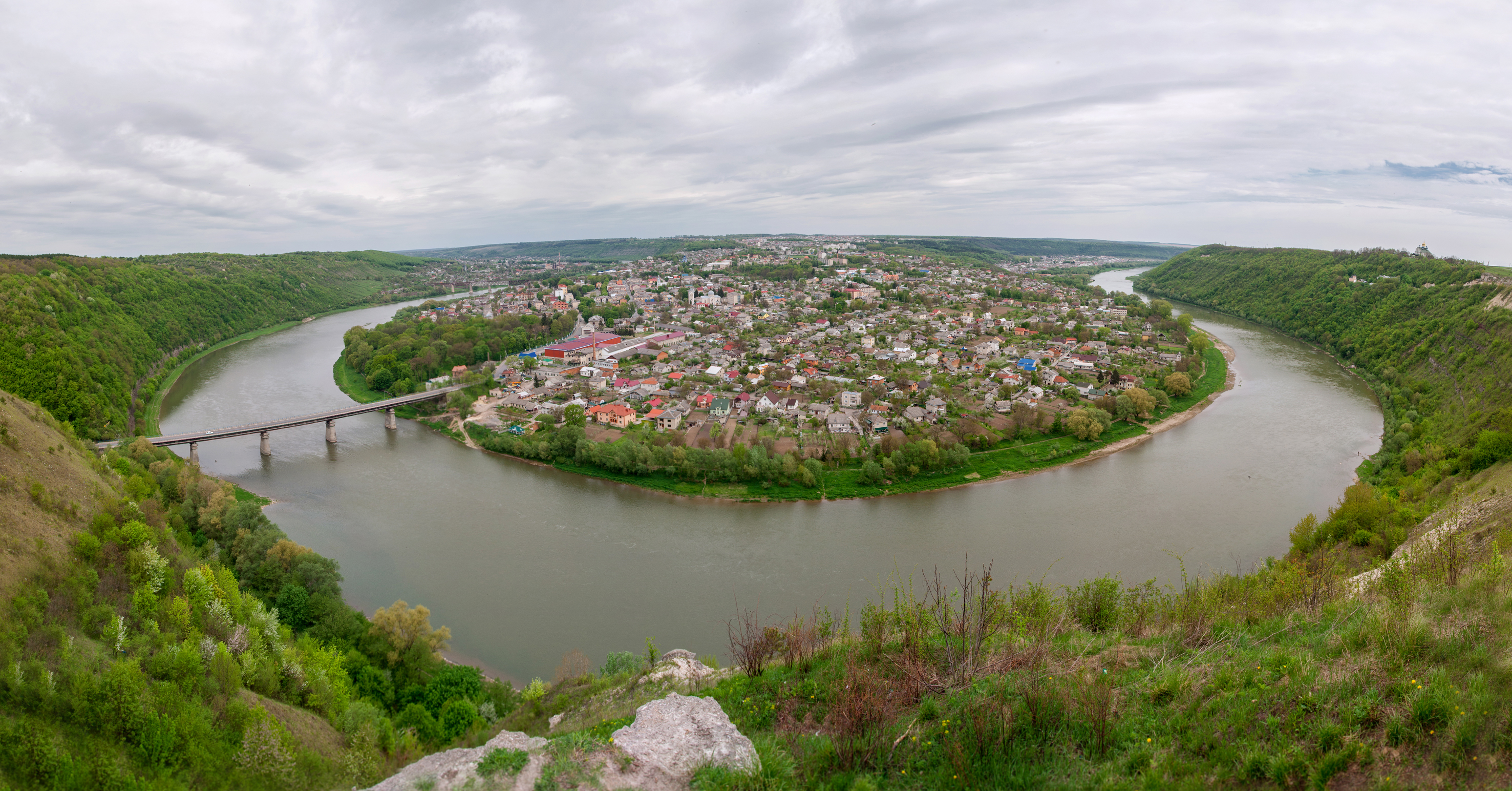
Вид на Залещики

Город Залещики находится на левом берегу реки Днестр,
выше по течению на расстоянии в 1 км расположено село Печорна,
ниже по течению примыкает село Добровляны,
на противоположном берегу — посёлок Кострижевка, сёла Звенячин и Крещатик.

## Население
В январе 1989 года численность населения составляла 12 646 человек, в это время здесь действовали художественно-текстильное производственное объединение, предприятия пищевой (в том числе, консервной) промышленности и историко-краеведческий музей.
По состоянию на 1 января 2013 года численность населения составляла 9 417 человек.
По последним данным численность населения составляла 8,7 тысяч человек.

### Языковой состав
Родной язык населения по данным переписи 2001 года:
| Язык       | Численность, чел. | Доля     |
| ---------- | ----------------- | -------- |
| Украинский | 9 618             | 98,76 %  |
| Русский    | 102               | 1,05 %   |
| Другие     | 19                | 0,19 %   |
| Итого      | 9 739             | 100,00 % |

## История
Название города происходит от места проживания первых поселенцев — «за лещиной». Согласно историческим исследованиям О. Тура, первые письменные упоминания о Залещиках относятся к 1340 году. Территория Залещиков была заселена людьми с древних времён. На территории города были археологические находки позднего палеолита, трипольской, липицкой, раннеславянской и древнерусской культур.
Село Залещики появилось на землях села Добровляны как выселок около 1469 года, который был известен под названием Залесье, в XVI веке — Залесще. Название Залещики зафиксировано после 1578 года. Современный город основан около 1750 года на землях одноимённого села, которое с появлением города стало называться Старыми Залещиками. В 1766 году город получил Магдебургское право, а с 1774 года — статус повятового города. Тогда на гербе Залещиков можно было увидеть ратушу, а над ней единорога — символ мужества и ратной отваги. Единорог олицетворял быстроту коня и ударную силу рога быка.
Во времена Речи Посполитой земля, на которой появились Залещики, перешла в собственность магнатов Любомирских к краковскому каштеляну Станиславу Августу Понятовскому. Город славился на всё Подолье искусными народными мастерами: ковроделами, гончарами, резчиками по дереву. В 1763 году построен костёл св. Станислава.
После создания Западно-Украинской Народной Республики в ноябре 1918 года множество жителей города и повята пошли на службу в Украинскую галицкую армию.

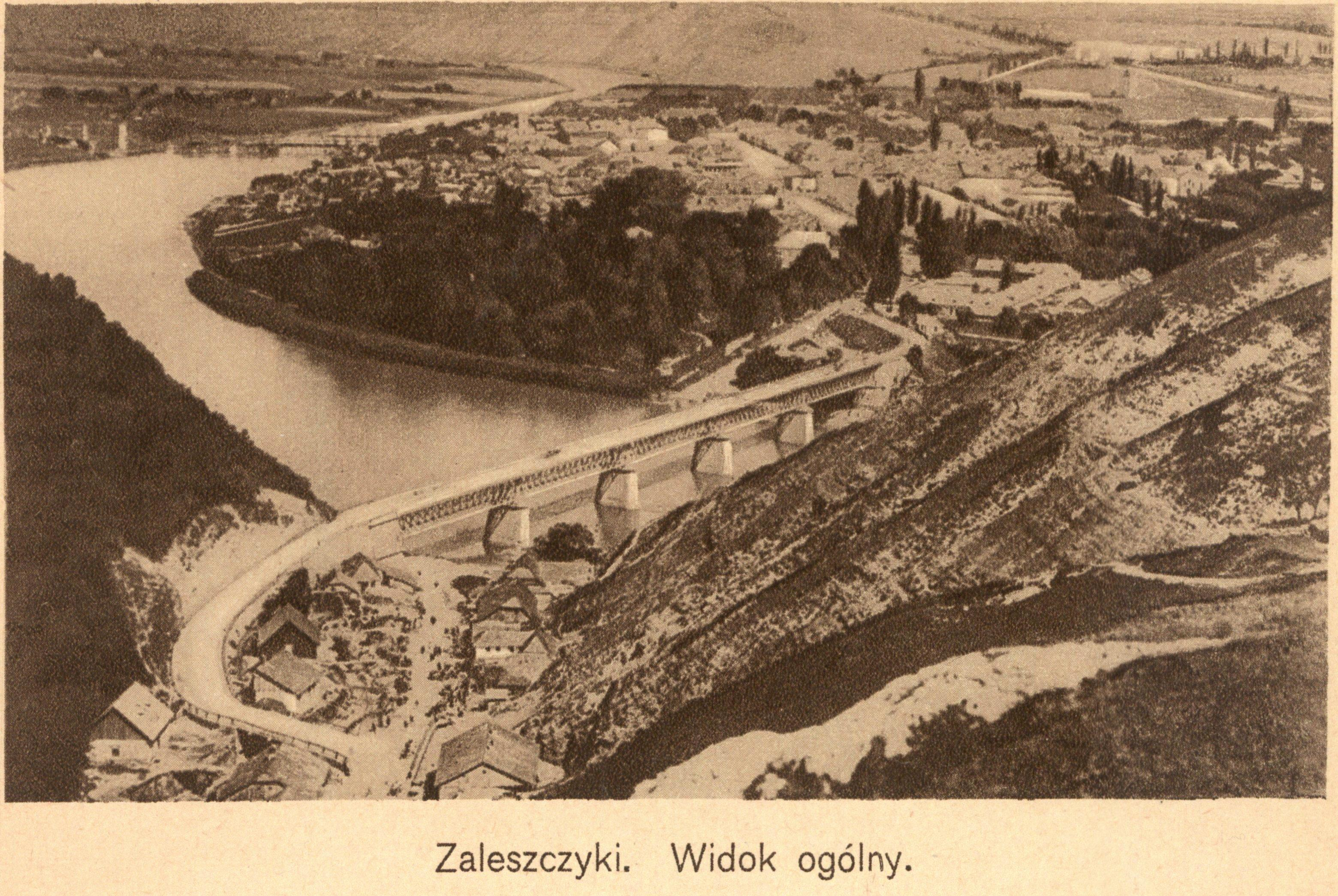
Залещики в начале XX века

В начале июня 1919 года Залещики несколько дней были столицей Западно-Украинской Народной Республики — здесь находилось её правительство.
До 1939 года город был центром виноделия. Ежегодно тут проводили традиционный праздник «Винобрання», на который съезжались со всей тогдашней Польши. К тому же Залещики славились как климатический курорт с прекрасными пляжами на Днестре.
В 1939 году после нападения Германии на Польшу в Залещиках некоторое время находилось польское правительство (в дальнейшем через Румынию оно эвакуировалось в Англию).
В дальнейшем, Залещики вошли в состав УССР в 1939 году получили статус города районного подчинения. 24 февраля 1940 года здесь началось издание местной газеты.
В ходе Великой Отечественной войны 7 июля 1941 года Залещики были оккупированы наступавшими немецкими войсками.
24 марта 1944 года освобождён от гитлеровских германских войск советскими войсками 1-го Украинского фронта в ходе Проскуровско-Черновицкой операции:
- 1-й танковой армии в составе: 20-й гв. мбр (полковник Бабаджанян, Амазасп Хачатурович) 8-го гв. мк

(генерал-майор Дремов, Иван Фёдорович).
Войскам, участвовавшим в прорыве обороны противника, в ходе которого были освобождены Залещики и другие города, приказом Верховного Главнокомандующего И. В. Сталина от 24 марта 1944 года объявлена благодарность и в столице СССР г. Москве дан салют 20-ю артиллерийскими залпами из 224 орудий.
Приказом Верховного Главнокомандующего И. В. Сталина от 3.04.1944 года № 078 в ознаменование одержанной победы соединение, отличившееся в боях за освобождение города Залещики, получило наименование «Залещицкого»:,
- 20-я гвардейская механизированная бригада (полковник Бабаджанян, Амазасп Хачатурович).[14],

В послевоенные годы в Залещиках были восстановлены разрушенные войной промышленные предприятия, дома, дороги. Пущены в работу кирпичный и консервный заводы, пищевой комбинат, пекарня, маслозавод. Построены кукурузно-калибровочный завод, текстильно-галантерейная фабрика и фабрика хозяйственно-бытовых товаров.
Во время нахождения в составе СССР город потерял ряд достопримечательностей. Наиболее болезненным было разрушение в 1968 г. административного центра — ратуши, построенной в середине XVIII века. Её особенность заключалась в том, что это построенный по проекту барона Дицке и затем перестроенный охотничий замок Станислава Понятовского, отца последнего короля Речи Посполитой. Ратуша была прямоугольной в плане, двухэтажной и состояла из двух корпусов, между которыми находился небольшой двор. На углах размещались оригинальные сигнатурки со шпилями. Первый этаж здания был отдан под торговлю разным магазинам и складам, а на втором находился магистрат Залещиков. На месте разрушенной ратуши установили памятник Ленину.
В 1980е годы Залещики являлись климатическим курортом, здесь действовали детский санаторий, дом отдыха, базы отдыха, а также несколько предприятий пищевой и лёгкой промышленности.
В мае 1995 года Кабинет министров Украины утвердил решение о приватизации находившихся в городе консервного завода и райсельхозтехники.
В ходе административно-территориальной реформы в Украине, в 2020 году Залещицкий район был упразднён, а город стал административным центром Залещицкой городской общины Чортковского района.

## Транспорт

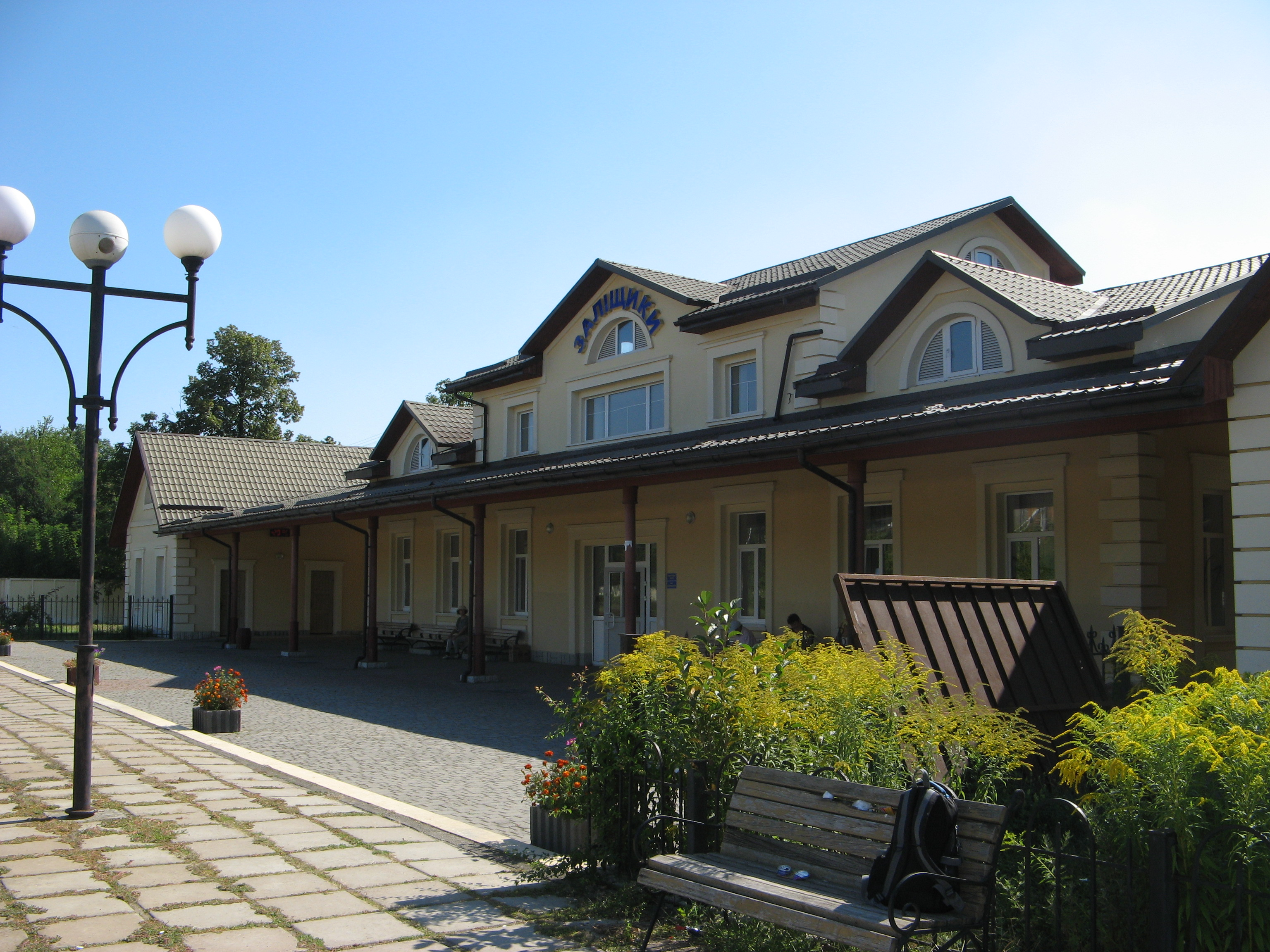
Железнодорожная станция

Железнодорожная станция Залещики Львовской железной дороги
- курсирует скорый поезд Киев-Рахов, а также дизель-поезда Залещики-Коломыя и Залещики-Тернополь.

Также через город проходят автомобильные дороги М-19 (E 85), Т-2018.

## Памятники
- На братской могиле советских воинов, павших во Второй мировой войне, сооружён памятник (1958), рядом установлен крест в честь погибших воинов-залещан (1999). Вблизи братской могилы на постаменте — танк Т-34.
- У шоссейного моста 9 мая 1971 года открыт памятник Героям Днестра (скульпторы И. Козлик и В. Колесник, архитектор Г. Карасёв).
- Недалеко от железнодорожного моста — каменный крест, который поставил залещанин И. Томчишин в память о политических заключённых, убитых сотрудниками НКВД во время отступления Красной армии в июне 1941 года (см. Залещицкая трагедия).

## Галерея
|                       |                                          |                         |                          |                 |
| Костёл св. Станислава | Городской парк и мосты через реку Днестр | Административное здание | Дворец барона Бруницкого | Бывшая синагога |

## Экономика
- «Агробуд»
- «Арма»
- «Днистрянка»
- «Молочные дары»
- «Олимп»
- «Пион»
- «Роммар»
- «Андриатика»
- Консервный завод.

## Объекты социальной сферы
- ВП НУБиП Украины Залещицкий аграрный колледж им Е. Храпливого.
- ПТУ.
- Гимназия
- Две общеобразовательных школы.
- Залищицкая областная специальная школа-интернат І—ІІ ст.
- Музыкальная школа.
- Художественная школа.
- Спортивная школа.
- Центр научно-технического творчества школьников.
- Районный дом детского и юношеского творчества.
- 2 детских сада.
- Детский ревматологический санаторий.
- Районная больница.
- Поликлиника.
- Областной госпиталь инвалидов и репрессированных.
- Областной противотуберкулёзный санаторий.

## Культура
Действуют Государственный краеведческий и 4 общественных музея, районный Дом народного творчества, библиотеки, кинотеатр.

## Известные уроженцы и жители
- Зборовский, Леопольд (1889—1932) — поэт, коллекционер искусства, меценат.
- Попович, Емельян Александрович (1856—1930) — украинский общественно-политический деятель, публицист, педагог.
- Биланюк, Пётр Терентьевич (1932—1998) — украинский религиозный деятель, католический священник.